# Лема (приток Лахомы)
Лема — река в России, течёт по территории Верхнетоемского и Красноборского районов Архангельской области. Устье реки находится в 45 км по левому берегу реки Лахома. Длина реки составляет 54 км. Площадь водосборного бассейна — 223 км².
Притоки: Средний Леваж (лв.), Маюш (пр.).

## Данные водного реестра
По данным государственного водного реестра России относится к Двинско-Печорскому бассейновому округу, водохозяйственный участок реки — Северная Двина от впадения реки Вычегда до впадения реки Вага, речной подбассейн реки — Северная Двина ниже места слияния Вычегды и Малой Северной Двины. Речной бассейн реки — Северная Двина.
Код объекта в государственном водном реестре — 03020300112103000026251.